# Wolfram Paulus
Wolfram Paulus (* 12. August 1957 in Großarl; † 28. Mai 2020 in Salzburg) war ein österreichischer Filmregisseur und Drehbuchautor.

## Leben
Paulus studierte von 1977 bis 1982 an der Hochschule für Fernsehen und Film in München. Nach dem Zivildienst bei der Salzburger Lebenshilfe realisierte er mit Heidenlöcher seinen ersten Kinofilm, der als österreichischer Beitrag im Wettbewerbsprogramm der Berliner Filmfestspiele 1986 lief.
Paulus arbeitete bevorzugt mit Laiendarstellern. Seine frühen Filme gelten als Wegbereiter des Neuen Österreichischen Films und zeichnen sich durch einen genauen Blick auf Themen wie Heimat, Religion, Tourismus und Kindheit aus oder führen dem Publikum wie etwa in Heidenlöcher das beklemmende Lebensgefühl im Zweiten Weltkrieg drastisch vor. Ein empathischer Zugang zu den jeweiligen Hauptpersonen in seinen Erzählungen – Paulus schrieb die Drehbücher und schnitt seine Filme selbst – wird mittels ausgeklügeltem Ton und Schnitt verstärkt. Bert Breit oder Peter Valentin schrieben oft die Filmmusik.
Die ersten drei Langfilme von Paulus (Heidenlöcher, Nachsaison und Die Ministranten) befinden sich in der Edition österreichischer Film, wie auch sein Kurzfilm Wochenend (auf DVD #24).
Eine für März 2020 geplante Retrospektive im Filmarchiv Austria im Metro-Kino Wien konnte aufgrund der Corona-Krise (COVID-19) nicht stattfinden und fand stattdessen im Onlinekanal des Filmarchivs statt. Die Retrospektive wurde im September/Oktober 2020 nachgeholt und mit einer Gedenkveranstaltung des in der Zwischenzeit verstorbenen Regisseurs erweitert.
Paulus erlag im Mai 2020 im Alter von 62 Jahren in Salzburg den Folgen eines Krebsleidens.

## Filmografie
- Wochenend, 1981, Länge: 31 min
- Heidenlöcher, 1985, mit Matthias Aichhorn, Albert Paulus, Florian Pircher, Helmut Vogl, Rolf Zacher
- Nachsaison, 1988, mit Albert Paulus, Günther Maria Halmer, Mercedes Echerer, Daniela Obermeir
- Die Ministranten, 1990, mit Christoph Schnell, Gerald Bachler, Petra Obinger
- Fahrt in die Hauptstadt, 1991, Fernsehfilm, mit Fred Stillkrauth, Christine Mayr, Michael Gampe, Heinrich Strobele
- Thought Object, Tanzvideo mit Meg Stuart und Editta Braun, 1992/93
- Zug um Zug, 1993, Fernsehfilm, mit Herb Andress, Fritz Egger, Umberto Makula, Bettina Redlich, Walter Sachers, Martin Walch
- Die Unbestechliche, Fernsehserie, mit Maja Maranow, Martin Benrath, Jenny Stiebel
- Du bringst mich noch um, 1994, mit August Zirner, Gabriela Benesch, Katja Flint, Georg Schuchter, Nino Kratzer, Thomas Kristmann, Theresa Perrer, Ferdinand Pfleger, Ute Cremer, Louise Martini, Edd Stavjanik, Herbert Fux, Bianca-Maria Schwarz, Klaus Martin Heim, Hubert Berger
- Die Frau des Anwalts, 1995, mit Marion Mitterhammer
- Ein Rucksack voller Lügen, 1995, Musik: Hubert von Goisern, mit Philipp Prandstätter, Judith Feldner, Georg Aigner, Martin Abram, Werner Friedl, Ilse Hanel, Walter Anichhofer, Hans Nussbaumer, Rolf Zacher, Michael Bilic
- Rennlauf, 1997, Fernsehfilm, mit Johanna Wölfl, Franka Potente, Fritz Egger, Ludwig Dornauer, Dietmar Mössmer, Barbara Demmer, Martin Walch
- Der Schatz, der vom Himmel fiel, 1999, mit Lisa Trischler, Nino Kratzer, Ozan Caliskanoglu, Rolf Zacher, Dieter Mössmer, Ahmet Ugurlu, Claudia Zöhrer, Kutsal Kocer, Halil Ergün
- Zwei Affären und noch mehr Kinder, 2001, Fernsehfilm, mit Udo Wachtveitl, Marion Mitterhammer, Philippa Galli, Jan Polak, Sissy Höfferer, Johannes Silberschneider, Hans Sigl, Alena Baich
- Augenleuchten, 2005, mit Dominik Leeb, Andreas Pühringer, Christopher Schärf, Alice Schneider, Nadja Vogel
- Mathilde liebt, 2005, mit Christiane Hörbiger, Michael Mendl, Elmar Wepper
- Die Verzauberung, 2007, Fernsehfilm, mit Katharina Müller-Elmau, Heio von Stetten, Katharina Abt, Christoph Waltz, Sidney Hartwig[2]
- Jeder Mensch braucht ein Geheimnis, 2009, Fernsehfilm, mit Dietmar Mues, Hannelore Hoger, Lena Dörrie, Thomas Unger, Doris Schretzmayer, Alena Baich, Fritz Egger
- Blutsbrüder teilen alles, 2012, mit Lorenz Willkomm, Johannes Nussbaum
- Heldenzeitreise, 2017, Episodenfilm, mit Luke von Geusau, Franz Froschauer, Peter Raffalt, Karin Seifried, Daria Trenkwalder[3]
- Mein Lungau, 2020, Dokumentation[4]

## Auszeichnungen
- Förderpreis der Münchner Abendzeitung 1981 für Wochenend
- Österreichischer Förderpreis für Filmkunst 1985 für Wochenend
- Bayerischer Filmpreis 1985 Regiepreis (Nachwuchs) für Heidenlöcher
- Deutscher Filmpreis 1986 für Heidenlöcher
- Wiener Filmpreis 1987 für Heidenlöcher
- Österreichischer Würdigungspreis für Filmkunst 1988 für Nachsaison[5]
- Erich-Neuberg-Preis 1992